# سیارک ۲۲۹۸۱
سیارک ۲۲۹۸۱ (به انگلیسی: 22981 Katz، نامگذاری:1999VN30) بیست و دو هزار و نهصد و هشتاد و یکمین سیارک کشف شده‌است که در ۳ نوامبر ۱۹۹۹ کشف شد.
قدر مطلق سیارک برابر ۱۴.۸ است.